# Embrace Elijah
Embrace Elijah was een Zweedse metalcoreband afkomstig uit Örebro.

## Biografie
De band werd opgericht in 2009 en bracht in januari van 2010 haar debuut-ep Six Wrong Stories uit. Met deze ep behaalden ze in Zweden het nodige succes en ter promotie toerden ze voor de Against The Traitors Tour door hun thuisland. Ook gaven ze enkele concerten in het buitenland, waaronder in Duitsland en België. Datzelfde jaar nog gaven ze de ep een vervolg met hun debuutalbum Intensions.
In de maand juni van 2011 bracht de band met Still Alive een eerste single uit. Ook traden ze onder meer op op het Yeah! Festival, waar ze het podium deelden met Blindside en Walking with Strangers.
In 2012 maakte de band bekend dat zij uit elkaar waren gegaan.

## Bezetting
- Marcus Kindbohm  – vocalen
- Christoffer Almgren  – gitaar
- Martin Jonsson – bas
- Niclas Lundin – drums
- Christoffer Almgren  - gitaar

## Discografie
Studioalbums
- 2010: Intensions

Ep's
- 2010: Six Wrong Stories